# 州江縣
州江縣（越南语：／）是越南曾經設立的一個縣，先屬海兴省，後歸興安省管轄。

## 地理
州江省位於海興省西部，東臨美文縣與金施縣，西與河內市和河山平省接壤，以紅河爲界，南接金施縣，北接河內市。

## 歷史
1979年2月24日，由文安县14個社（原文江县部分）和快州县合併为州江县。
州江縣下辖安偉社、平橋社、平明社、至新社、九皋社、夜澤社、大興社、大集社、民進社、東結社、東寧社、東早社、同進社、鹹子社、環龍社、鴻進社、金牛社、連溪社、連義社、隆興社、米所社、明珠社、芮陽社、翁亭社、奉公社、馮興社、新洲社、新民社、新進社、勝利社、成功社、純興社、四民社、文福社、越強社、越和社、春關社、安和社和安富社39社。
1996年11月6日，海兴省拆分为海阳省和兴安省，州江县划归兴安省管辖。
1997年9月24日，以金牛社全部面积和安伟社10.13公顷面积合并设立快州市镇。
1999年5月14日，以文福社全部面积设立文江市镇。
1999年7月24日，州江县分设为文江县和快州县，快州县下辖东早社、夜泽社、鹹子社、翁亭社、平明社、安伟社、平桥社、新民社、东结社、四民社、新洲社、东宁社、大集社、连溪社、至新社、芮阳社、大兴社、纯兴社、成功社、冯兴社、越和社、鸿进社、同进社、民进社和快州市镇1市镇24社；文江县下辖春关社、奉公社、胜利社、连义社、米所社、九皋社、隆兴社、新进社、文江市镇1市镇8社和自美文县划入的义胄社和永曲社2社。